# Danubio (Florencia)
Danubio es un corregimiento de Florencia (Caquetá). Está conformado por 13 veredas y se encuentra ubicado en el norte de su término municipal.

## Geografía

### Límites
Limita al norte y al noroeste con el departamento de Huila, al este con el corregimiento de San Pedro, al sur con el corregimiento de Orteguaza y al suroeste con el corregimiento de El Caraño. 

### Clima
Es un corregimiento donde predomina el clima frío y de páramo por hallarse ubicado en las estribaciones de la Cordillera Oriental, donde nacen numerosos cursos de agua que bañan el término municipal de Florencia, siendo el río Orteguaza el más importante de ellos. 